# Comuna Șopârlița, Olt
Șopârlița este o comună în județul Olt, Oltenia, România, formată numai din satul de reședință cu același nume.

## Ordin de reîinființare
Prin legea nr.547 din 25 noiembrie 2004, emisă de Parlamentul României, s-a reînființat comuna Șopârlița, judetul Olt, prin reorganizarea comunei Pârșcoveni, Olt, comună la care fusese afiliată în timpul regimului comunist. Hotărîrea de reînființare a comunei Șopârlița a fost luată în cadrul ședinței Camerei Deputaților din 26 octombrie 2004 cu 174 de voturi pentru, 21 contra.
Conform Hotărârii Guvernului României nr. 96/2005 a fost stabilită data de duminică 3 aprilie 2005, ca dată pentru organizarea și desfășurarea alegerilor primarului și consiliului local pentru comuna Șopârlița o ultima etapă pentru ca vechea localitate să redevină comună cu drepturi depline.

### Localizare prin satelit
Imagini satelit
Comuna Șopârlița este situata in județul Olt, în Câmpia Română, pe terasa stângă a râului Oltet, cel mai mare afluent al Oltului, la aproximativ 20 km în amonte de vărsarea în Olt.

Localități învecinate:
- la nord-est localitatea Brâncoveni, Olt
- la vest localitatea Pârșcoveni, Olt
- la sud-est localitatea Osica de Sus, Olt
- la sud localitatea Dobrun, Olt

Principalele căi de acces spre localitatea Șopârlița sunt:
- șoseaua județeană 664, care face legătura între șoseaua europeană E574 și șoseaua natională 64;
- magistrala de cale ferată 910, între Piatra Olt și Caracal

## Istoric
Cele mai vechi menționări:
1. Anul 1530(7038) oct. 4 –București: Porunca prin care Vlad Voievod, domnul Țării Românești, dăruiește jupânului Fărfat pârcalab moșie la Brătășani. Martor Ispravnic.Scrie Vlad grămaticul. (Ep. Râmnicului LX/r)
2. Anul 1560 (7068) aprilie 25 –București: Porunca prin care Petru Voievod, domnul Țării Românești întărește stăpânire Sorei asupra unei părți de moșie la Brătășani. Martor Ispravnic. Scrie Stancu.
3. Anul 1592(7100) mai 15: Porunca prin care Ștefan Voievod, domnul Țării Românești întărește stăpânirea jupânesei Neacșa și fiului ei Mihail asupra satelor Găvojdibod și Brătășani.Martor Ispravnic.Scrie Drăgoi logofat.
4. Anul 1645 este menționat Brătășani, sat lângă Olteț, județul Romanați(Doc. Ist MDLXVII/4).
5. Anul 1650(7158) apr. 15- apare într-un document ca martor la o donatie scrisă la Târgoviște Ghinea slucer din Brătășani. (Doc. La Mânăstirea Polovragi XV/1)

## Monumente
Pe teritoriul comunei se găsesc ruinele unei biserici foarte vechi, ridicata aproximativ în anul 1650, al cărei ctitor ar fi, după documentele istorice, Ghinea Olarul, vistier al lui Matei Basarab. Ruinele acestei biserici se afla în locul numit “sub Zăpodie”, în partea de vest a comunei. Jefuită și spurcată de turci, biserica pare să fi fost părăsită nu la mult timp după construcție. Ruinele acestei biserici au dat naștere la o serie de legende și presupuneri ale unui tunel, care ar fi mers în vechime până la curtea domnească de la Brâncoveni.
Informatii din lucrarea "Monografia Comunei Șopârlița", -Irinel Mladenciu, Adrian Radu

## Demografie
Componența etnică a comunei Șopârlița
     Români (96,01%)
     Alte etnii (0,69%)
     Necunoscută (3,3%)
Componența confesională a comunei Șopârlița
     Ortodocși (96,27%)
     Alte religii (0,35%)
     Necunoscută (3,39%)
Conform recensământului efectuat în 2021, populația comunei Șopârlița se ridică la 1.152 de locuitori, în scădere față de recensământul anterior din 2011, când fuseseră înregistrați 1.279 de locuitori. Majoritatea locuitorilor sunt români (96,01%), iar pentru 3,3% nu se cunoaște apartenența etnică. Din punct de vedere confesional, majoritatea locuitorilor sunt ortodocși (96,27%), iar pentru 3,39% nu se cunoaște apartenența confesională.

## Politică și administrație
Comuna Șopârlița este administrată de un primar și un consiliu local compus din 9 consilieri. Primarul, Marijana Trepăduș[*], de la Partidul Social Democrat, este în funcție din octombrie 2020. Începând cu alegerile locale din 2024, consiliul local are următoarea componență pe partide politice:
|  | Partid                          | Consilieri | Componența Consiliului | Componența Consiliului | Componența Consiliului | Componența Consiliului | Componența Consiliului | Componența Consiliului | Componența Consiliului |
|  | ------------------------------- | ---------- | ---------------------- | ---------------------- | ---------------------- | ---------------------- | ---------------------- | ---------------------- | ---------------------- |
|  | Partidul Social Democrat        | 7          |                        |                        |                        |                        |                        |                        |                        |
|  | Alianța pentru Unirea Românilor | 1          |                        |                        |                        |                        |                        |                        |                        |
|  | Partidul Național Liberal       | 1          |                        |                        |                        |                        |                        |                        |                        |